# Guaiquinimavitstjärt
Guaiquinimavitstjärt (Myioborus cardonai) är en fågel i familjen skogssångare inom ordningen tättingar.

## Utseende
Guaiquinimavitstjärten är en 13 cm lång, gul och grå skogssångare med tydligt vita yttre stjärtpennor på den svartaktiga stjärten. Ovansidan är olivgrå med svart hjässa, undersidan orangegul. Den är vit på hakan och i en ring runt ögat.

## Utbredning och systematik
Fågeln förekommer i tepuis i södra Venezuela (Guaiquinima i västcentrala Bolívar). Den behandlas som monotypisk, det vill säga att den inte delas in i några underarter.

## Status
Arten är dåligt känd, men beståndet tros vara i minskande. Den har ett mycket litet utbredningsområde, men anses vara vanlig däri. Internationella naturvårdsunionen IUCN kategoriserar arten som nära hotad.

## Namn
Fågelns vetenskapliga artnamn hedrar den spanske kartografen och upptäcktsresanden Félix Cardona Puig (1903-1982) som samlade in typexemplaret.